# I symfonia Beethovena

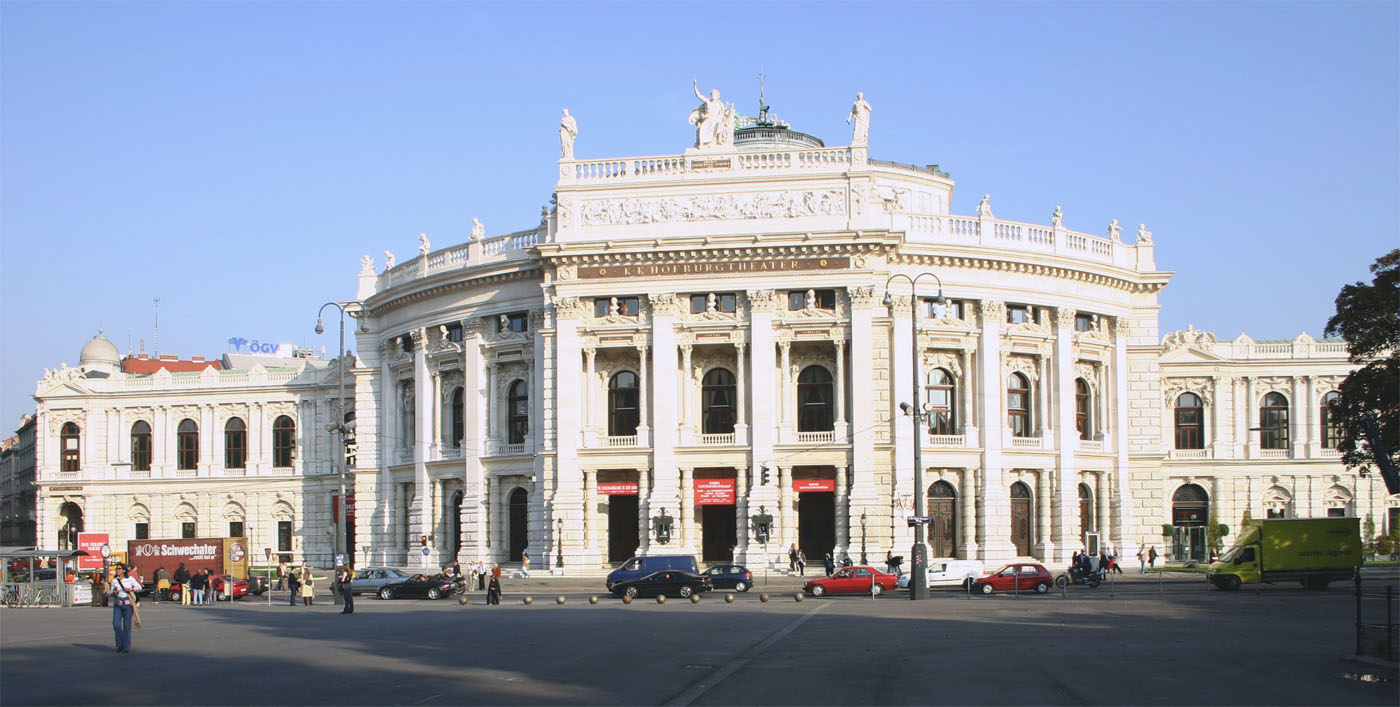
Burgtheater, w którym odbyła się premiera I Symfonii

I symfonia C-dur op. 21 Ludwiga van Beethovena powstała w latach 1799–1800. Jej premiera miała miejsce 2 kwietnia 1800 roku w wiedeńskim Burgtheater. Została zadedykowana baronowi Gottfriedowi van Swietenowi.

## Skład orkiestry
- 2 flety
- 2 oboje
- 2 klarnety
- 2 fagoty
- 2 waltornie
- 2 trąbki
- kotły
- smyczki

## Forma
Symfonia składa się ze standardowych 4 części; części I i IV poprzedzone są wolnymi wstępami. Utwór wykazuje wyraźne wpływy Symfonii 97 Haydna i Symfonii Jowiszowej Mozarta.
- Adagio molto — Allegro con brio (metrum 4/4—2/2),
- Andante cantabile con moto (metrum 3/8),
- Menuetto. Allegro molto e vivace (metrum 3/4),
- Adagio — Allegro molto e vivace (metrum 2/4).